# Marjory Glen
Marjory Glen fue un buque de carga británico botado en el año 1892 con puerto de origen en Glasgow. Se encuentra en estado de abandono en Punta Loyola, Provincia de Santa Cruz.

## Descripción e historia
Construido en los astilleros de Grangemouth por la empresa escocesa The Grangermonth Dockyard Company, era una nave con propulsión a vela, con tres mástiles y dos cubiertas, sin galerías, con casco de acero remachado.Fue construido por orden de la empresa Blair and Co LTD, pero al año 1911 se encontraba bajo la propiedad de J.M. Campbell and Sons.

## Naufragio

### El viaje
El 8 de junio de 1911 se constató que el Marjory trasladaba 1701 toneladas de carbón hacia la patagonia argentina. El 13 de junio dejó el puerto de Shields (hoy en día South Tyneside), en Newcastle, Inglaterra. El jueves 24 de agosto, en el Atlántico sur sufrió una tormenta que provocó la pérdida de dos velas y otras dos más con daños, lo que les dificulto la navegación. 

"En ese momento se sintió un fuerte olor saliendo de la bodega de proa, se retiró la escotilla para examinar la carga, no pudiendo detectar ningún foco de incendio. Posteriormente, se vio humo saliendo del palo trinquete y la tripulación intenta ahogar el posible fuego tapando todas las ventilaciones y arrojando agua, procurando evitar corrientes de aires que pudieran avivar el fuego."
Roberto Hilson Foot, del libro "El Naufragio del Marjory Glen"

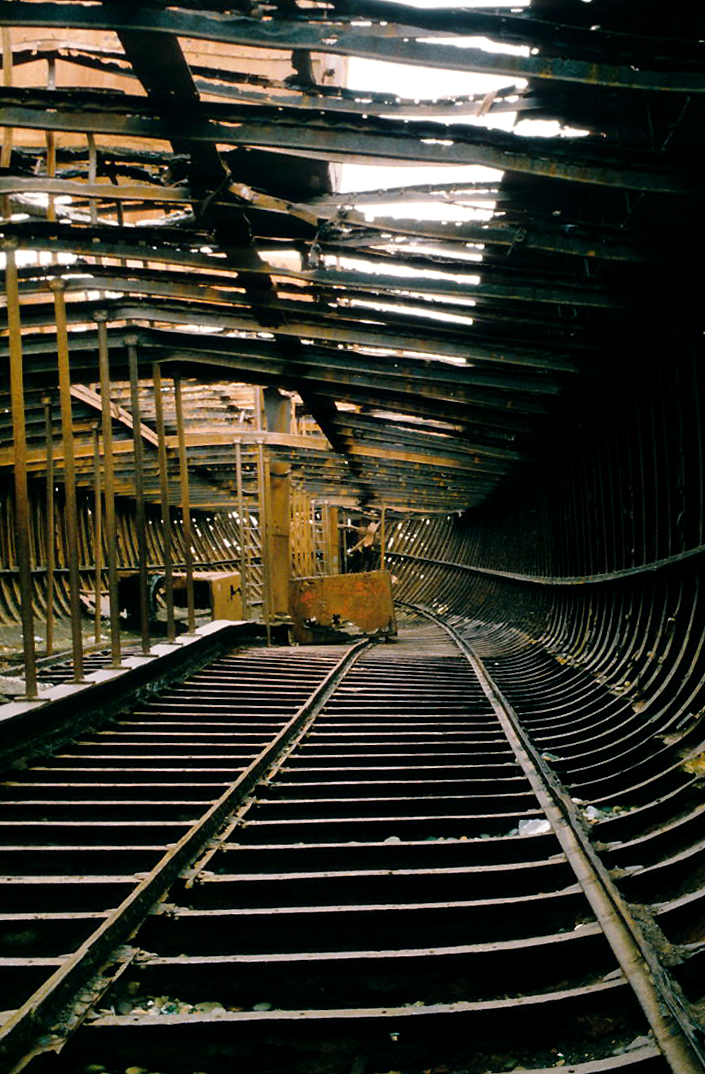
Fotografía del interior del pecio de Marjory Glen, año 1994

El 9 de septiembre divisan Cabo Vírgenes y el 10 de septiembre llegarían lo más cerca que pudieron de Río Gallegos para permanecer fondeados en el navío que tenía destrozos, esto provocó que queden alejados del puerto a la espera de algún barco que los pueda ayudar a llegar, tres días más tarde, precisamente el 13 de septiembre, otro buque lo remolcó solamente hasta la costa, frente al puerto.

### Incendio y fallecimientos
El 14 de septiembre a las 4:30 a. m., un marinero a cargo fue a despertar al cocinero de la embarcación para los desayunos y lo encontró muerto. Mismo el segundo piloto, G.Henriksen, que debía ser despertado también fue encontrado fallecido, sus decesos se produjeron por asfixia de gas carbónico, el cual se produjo tras la tormenta sufrida en agosto en el atlántico sur. El Dr. Fenton, médico a bordo, recomendó que nadie de la tripulación debía dormir, por lo que se levaron las anclas y se muda la barca hacia la playa, donde se amarra la proa y la popa. La tripulación descendió y dejó que el incendio se adueñe del barco, mientras que el humo era más intenso, el 15 de septiembre se retiraron los remaches de proa para permitir más ingreso de agua, lo que no fue exitoso y el fuego siguió avivándose con las toneladas de carbón en llamas.

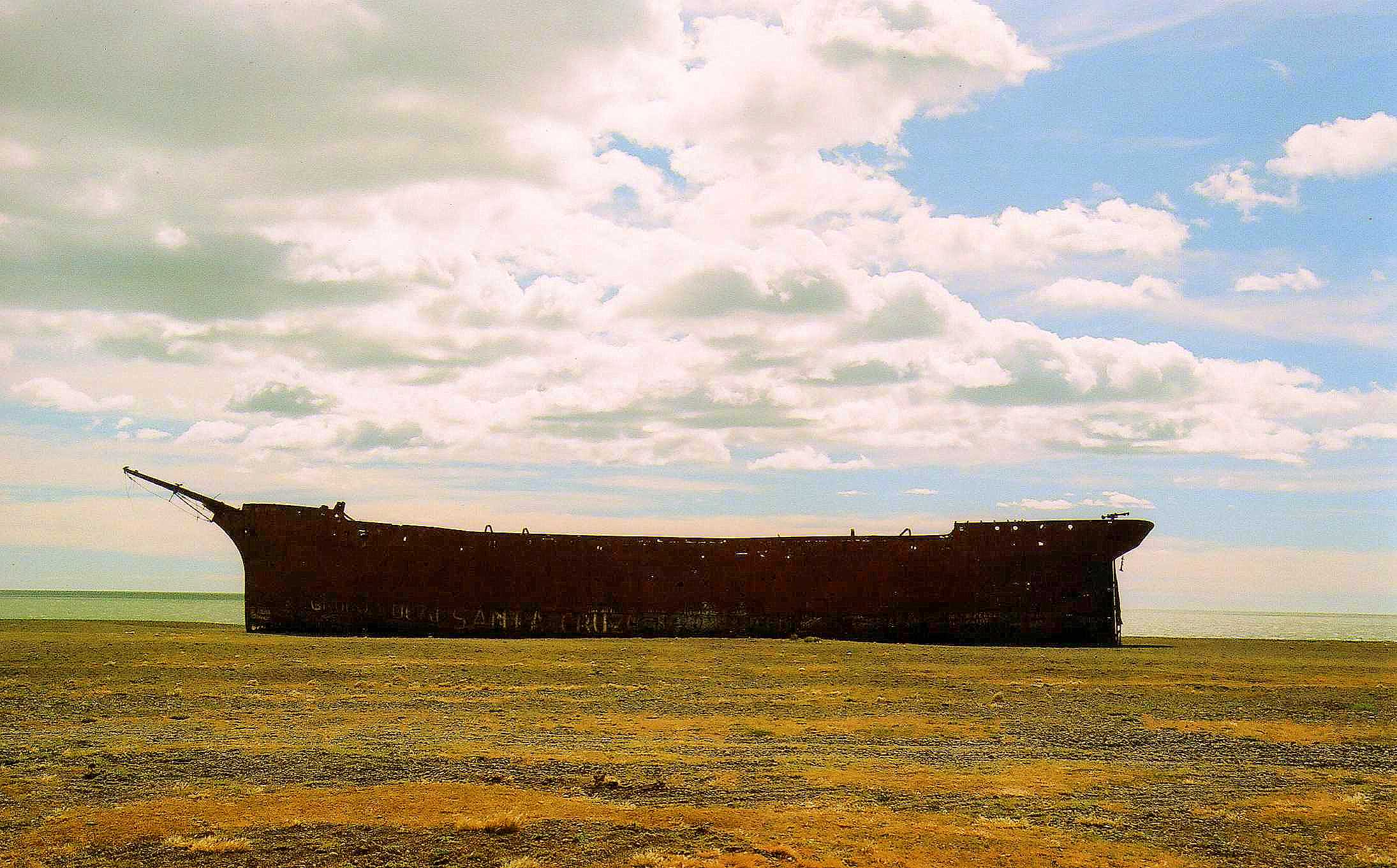
El Marjory Glen abandonado en la costa de Punta Loyola, 2010

El 21 de septiembre, con el barco casi completamente en llamas se decidió hacer ingresar agua por las aberturas en el casco, lo cual logró controlar el incendio un día después casi en su totalidad. El capitán del navío noruego Jans Martin Holmsen, fue sentenciado a prisión preventiva por los fallecimientos de sus dos tripulantes. El barco abandonado fue adquirido por el ganadero José M. Rivera quien lo donó al gobierno de Río Gallegos.

## Prácticas para la Guerra de Malvinas
En el año 1982, precisamente entre el 13 y 20 de abril, en el marco de la guerra de las Malvinas entre Argentina e Inglaterra, el buque fue usado de pruebas por pilotos argentinos del Grupo 5 de Caza "Los Halcones" que volaban los aviones Douglas A-4 Skyhawk para probar vuelos rasantes y descargas de ataque.

## Galería de imágenes
|                           |
| Vista del pecio del barco |

|                                                                |
| El barco se encuentra solo a 10 metros de las aguas argentinas |

|                            |
| Interior del pecio en 1994 |

|                            |
| Interior del pecio en 1994 |

|                                                      |
| Retrato del prototipo del Marjory Glen con sus velas |

|                                                           |
| Detalle del pecio con impactos de bala de los aviones A-4 |